# The Road to Ruin (film 1911)
The Road to Ruin è un cortometraggio muto del 1911 diretto da Bert Haldane.

## Produzione
Il film fu prodotto dalla Hepworth.

## Distribuzione
Distribuito dalla Hepworth, il film - un cortometraggio di 236,22 metri - uscì nelle sale cinematografiche britanniche nel marzo 1911.
Si conoscono pochi dati del film che, prodotto dalla Hepworth, fu distrutto nel 1924 dallo stesso produttore, Cecil M. Hepworth. Fallito, in gravissime difficoltà finanziarie, il produttore pensò in questo modo di poter almeno recuperare il nitrato d'argento della pellicola.